# Ablautus squamipes
Ablautus squamipes är en tvåvingeart som beskrevs av Osten Sacken 1924. Ablautus squamipes ingår i släktet Ablautus och familjen rovflugor. Inga underarter finns listade i Catalogue of Life.